# Аганур, Виттория
Виттория Аганур (итал. Vittoria Aganoor, арм. Վիկտորիա Աղանուր; 26 мая 1855 — 9 апреля 1910) — итальянская поэтесса армянского происхождения.

## Биография
Родилась в семье армянина Эдуардэ Аганура и итальянки Джузепины Пачини. Отец её происходил из богатого старинного армянского рода. В середине XVII века его предки обосновались в Персии, а затем следующее их поколение переселилось в Индию. В 1835 году отец Эдуардэ, Абрам Аганур, покинул индийский город Мадрас и уехал в Европу. Семья Аганур осталась жить в Падуе.
Члены семьи Аганур принимали активное участие в жизни армянского монастыря на острове Святого Лазаря, оказывая финансовую помощь в издании книг.
Когда Виттории было восемь лет, родители пригласили педагога — маэстро Джузеппе Занелла, который в течение пятнадцати лет оттачивал её врожденный поэтический талант.
Дебютировала она в 1876 году опубликовав свои первые стихи.
Семья Аганур переехала в Неаполь, что знаменует начало периода становления поэтессы Виттории Аганур. Она с огромным интересом погрузилась в изучение мировой классики на языке оригиналов. Обладая эмоциональным характером, очень привязанная к своей семье, часто впадала в депрессию. После смерти её возлюбленного поэта Доменико Джинольи, а затем и отца, на протяжении десяти лет Витториа, несмотря на предложения издателей, отказывалась публиковать свои стихотворения.
Лишь в 1900 году Витториа согласилась подготовить свой первый поэтический сборник под названием «Leggenda eterna» («Вечная легенда»), посвятив его памяти своей матери. Книга была успешна; в своем отзыве на канцоны поэтессы итальянский критик Бенедетто Кроче писал, что это «самые красивые стихи, когда-либо написанные итальянской женщиной». Через три года в Турине ее переиздали, а в 1905 году Виттория Аганур могла прочесть свои стихи на армянском языке в переводе Газикяна.
В 1901 году она вышла замуж за известного члена парламента Гвидо Помпили и переехала в Перуджу. В 1908 году в Риме вышла вторая книга поэзии Виттории. Благосклонность критиков создала ей дополнительную славу.
Умерла в результате неудачной хирургической операции онкологического заболевания в Риме 9 апреля 1910 года в возрасте 54 лет. Её супруг покончил с собой в тот же день, у праха жены.

## Избранные произведения
- I cavalli di San Marco, Venezia, Stab. Tip. C. Ferrari, 1892;
- A mio padre. Versi, Venezia, Stab. Tip. Lit. C. Ferrari, 1893;
- Leggenda eterna, Milano, Treves, 1900
- Nuove Liriche, Roma, Nuova antologia, 1908;
- Poesie complete, Firenze, F. Le Monnier, 1927;
- Nuove liriche, a cura di John Butcher, Bologna, Nuova S1, 2007;